# اس‌سی‌اچ ۲۳۳۹۰
اس‌سی‌اچ ۲۳۳۹۰ (به انگلیسی: SCH 23390) با فرمول شیمیایی C۱۷H۱۸ClNO یک ترکیب شیمیایی با شناسه پاب‌کم ۵۰۱۸ است. که جرم مولی آن ۲۸۷٫۷۸ g/mol می‌باشد.